# أحمد عبد الستار الجواري
أحمد عبد الستار الجواري (1924 - 1988). هو أديب وشاعر ونحوي عراقي، عُرِفَ بأبحاثه اللغوية والأدبية، وهو من أبرز الدعاة إلى تبسيط قواعد اللغة العربية وتجديدها.

## حياته
ولِدَ أحمد عبد الستار في الكرخ بمدينة بغداد، وكانت ولادته سنة 1924، ونشأ في الكرخ وأتمَّ دراسته الابتدائية والثانوية هناك، ثُمَّ أكمل دراسته في دار المعلمين العالية، وفي 1945 حصل الجواري على الليسانس من جامعة القاهرة، والماجستير في 1947 وكان عنوان رسالته "الشعر في بغداد حتى نهاية القرن الثالث الهجري"، والدكتوراه في 1953 عن تحقيقه للمقرب لابن عصفور. في 1957 عُيِّن الجواري عميداً لكُليَّة الشريعة، وفي 1962 انتُخِبَ نقيباً للمعلمين، وفي 1969 رئيساً لاتحاد المعلمين العرب وظل في منصبه حتى 1982. بعد ثورة شباط 1963 عُيِّن الجواري وزيراً للتربية، ثُمَّ أُعفِي عن منصبه وتولى الوزارة مرة أخرى في 1975، وتولَّى وزارة الأوقاف حتى أُقِيل في 1979، وكان في السابق قد تولى وزارة شئون رئاسة الجمهورية سنة 1970. كان للجواري دوراً فعالاً في مجامع اللغة العربية في سوريا والأردن والعراق، وساهم في ترجمة العديد من المصطلحات العلمية في التربية وعلم النفس والطب وعلم الحياة، وكان أحد المساهمين في وضع المعجم الطبي الموحد. وساهم في إنشاء الدراسات الجامعية في الموصل والبصرة في 1963. تُوفِّي أحمد عبد الستار الجواري في 22 يناير من العام 1988.

## منشوراته
- «نحو التيسير».
- «نحو القرآن».
- «نحو الفعل».
- «نحو المعاني».
- «الحب العذري: نشأته وتطوره».
- «رأي في مصادر الأفعال الثلاثية».
- «من دلائل القدم في اللغة العربية».
- «الشعر في بغداد حتى نهاية القرن الثالث الهجري».
- تحقيق كتاب المقرب لابن عصفور.
- «انتصار المنصورة».

## قراءات إضافية
- الجواري.. وزير عراقي تضلع في العربية وألف "نحو القرآن"
- عدنان الخطيب. أحمد عبد الستار الجواري: حياته وآثاره. دمشق ، مجمع اللغة العربية. تاريخ النشر: 1988.